# Chiloscyllium
Chiloscyllium са род акули от семейството Hemiscylliidae.

## Разпространение
Тези акули обитават в Индийския и Тихия океан.

## Описание
Този род се отличава с относително дълга муцуна, като ноздрите са в предната част. Очите и надочните дъги са слабо издигнати. Устата е по-близо до очите, отколкото до върха на муцуната, а долните лабиални гънки обикновено са свързани през брадичката с кожа. Гръдните и тазовите перки са тънки и не много мускулести. Младите акули често са изпъстрени с тъмни петна или ленти.

## Видове
- Chiloscyllium arabicum Gubanov, 1980 (Арабска килимена акула)
- Chiloscyllium burmensis Dingerkus & DeFino, 1983 г. (Бирманска бамбукова акула)
- Chiloscyllium griseum JP Müller & Henle, 1838 г. (Сива бамбукова акула)
- Chiloscyllium hasselti Bleeker, 1852 (Бамбукова акула на Хаселт)
- Chiloscyllium indicum (JF Gmelin, 1789) (Тънка бамбукова акула)
- Chiloscyllium plagiosum (Анонимен,приписвана на Бенет, 1830 г.) (Бамбукова акула с бели петна)
- Chiloscyllium punctatum JP Müller & Henle, 1838 (Бамбукова акула с кафяви ленти)